# América Latina durante la Segunda Guerra Mundial

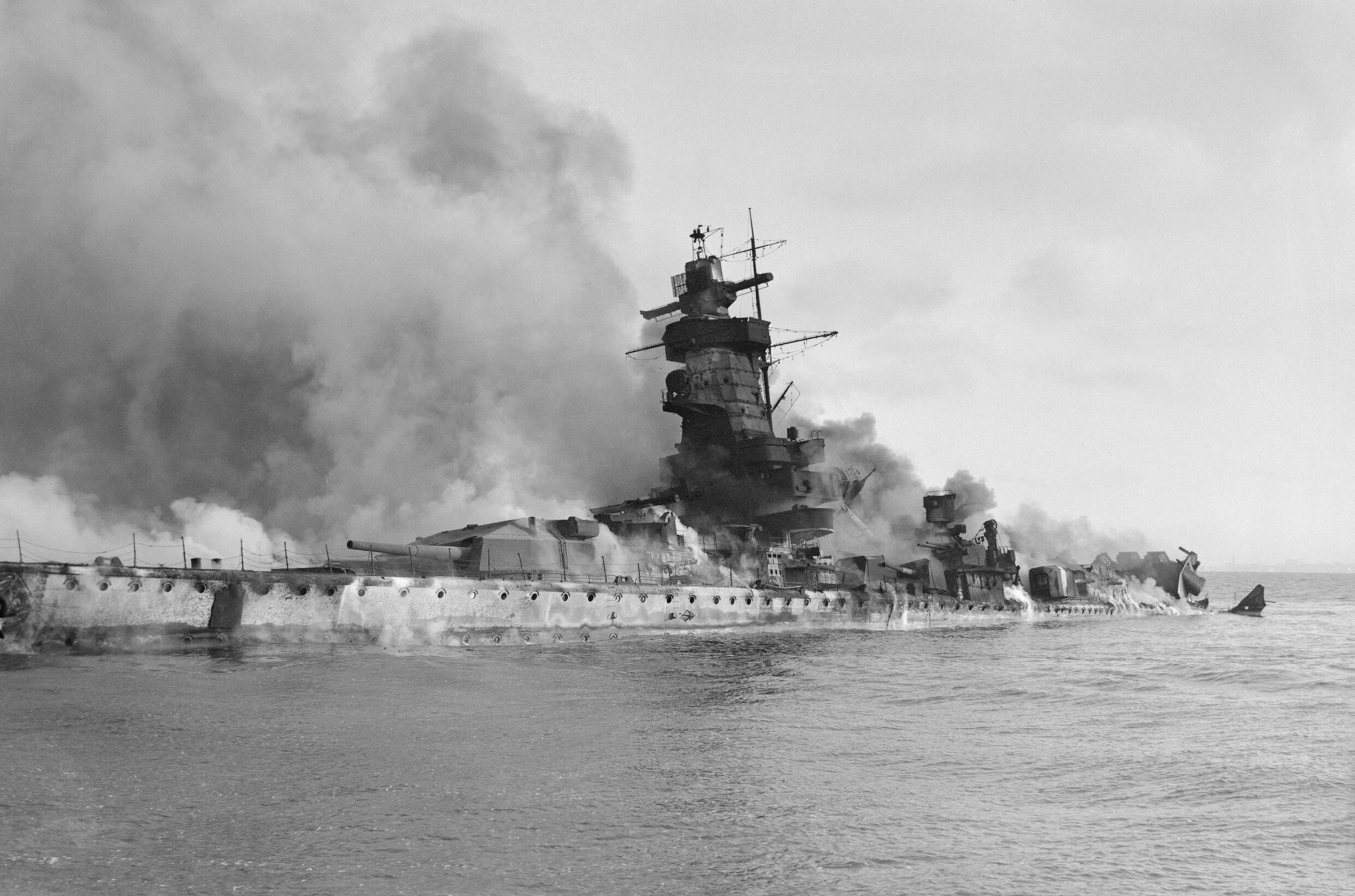
Después de la Batalla del Río de la Plata, el crucero alemán Admiral Graf Spee fue hundido por su tripulación frente a Montevideo, Uruguay, el 17 de diciembre de 1939

Durante la Segunda Guerra Mundial, se produjeron importantes cambios económicos, políticos y militares en América Latina. La guerra causó un pánico considerable en la región, ya que gran parte de sus economías dependían del comercio con Europa, cuyo comercio se vio completamente perturbado. América Latina intentó inicialmente mantenerse neutral, pero los países beligerantes la pusieron en peligro. Para proteger mejor el Canal de Panamá, combatir la influencia del Eje y optimizar la producción de bienes para el esfuerzo bélico, Estados Unidos, mediante el Programa de Préstamo y Arriendo y programas similares, expandió considerablemente sus intereses en América Latina, lo que resultó en una modernización a gran escala y un importante impulso económico para los países participantes.
Estratégicamente, Panamá era la nación latinoamericana más importante para los Aliados debido a que el Canal de Panamá era vital tanto para el comercio como para la defensa puesto que proporcionaba una conexión entre los océanos Atlántico y Pacífico. Brasil también era de gran importancia por ser el punto más cercano de América a África, donde los Aliados participaban activamente en la lucha contra Alemania e Italia, además de ser una fuente vital de materias primas estratégicas como caucho, mineral de hierro y cristales de cuarzo. Mientras tanto, Argentina era un proveedor crucial de alimentos para los Aliados, aceptando pagos diferidos por parte de Gran Bretaña, lo cual se reconoció como una importante contribución al esfuerzo bélico aliado. Para el Eje, las naciones del Cono Sur (como Argentina y Chile), se mantendrían neutrales hasta el último año de la guerra, lo que el Eje aprovechó al máximo interfiriendo en asuntos internos, realizando espionaje y distribuyendo propaganda.
Brasil fue el único país que envió tropas al Teatro Europeo, además de contribuir decisivamente al suministro de bases aéreas para el reabastecimiento de los combatientes y tener un papel importante en la campaña antisubmarina del Atlántico. Varios otros países también mantuvieron enfrentamientos con submarinos y cruceros alemanes en el Caribe y el Atlántico Sur. México envió un escuadrón de caza de 300 voluntarios al Pacífico, el Escuadrón 201, conocido como las Águilas Aztecas. Además, más de 4000 voluntarios argentinos lucharon para los Aliados durante la Segunda Guerra Mundial, a pesar de que Argentina fue oficialmente un país neutral durante la mayor parte de la guerra.

## Historia

### El papel de Estados Unidos
En 1940, después de expresar su preocupación al presidente Franklin D. Roosevelt por la influencia nazi en Latinoamérica, Nelson Rockefeller fue designado como Coordinador de Asuntos Interamericanos. Rockefeller fue encargado de supervisar un programa de cooperación de los Estados Unidos con las naciones de Latinoamérica para ayudar a elevar el nivel de vida, lograr mejores relaciones entre las naciones del hemisferio occidental y contrarrestar la creciente influencia nazi en la región.
La propaganda antifascista fue un importante proyecto estadounidense en Latinoamérica, dirigido por la oficina de Rockefeller. Invirtió millones en emisiones de radio y películas, con la esperanza de llegar a una gran audiencia. Además de la propaganda, se asignaron grandes sumas para el apoyo económico y el desarrollo. En general, la política de Roosevelt fue un éxito político, excepto en Argentina y Chile, que toleraron la influencia alemana y se negaron a seguir el liderazgo de Washington hasta que la guerra prácticamente había terminado.

### Economía
Según el autor Thomas M. Leonard, la Segunda Guerra Mundial tuvo un gran impacto en las economías latinoamericanas. Muchos países estaban aumentando los precios de sus exportaciones para poder mantenerse económicamente. Después del ataque japonés del 7 de diciembre de 1941 a Pearl Harbor, la mayor parte de América Latina rompió relaciones con las potencias del Eje o les declaró la guerra. Como resultado de la interrupción del comercio de preguerra con Europa, muchas naciones (incluyendo toda América Central, República Dominicana, México, Chile, Perú, Argentina y Venezuela) de repente descubrieron que su dependencia de los Estados Unidos para el comercio aumentó. La alta demanda de Estados Unidos de productos y materias primas particulares durante la guerra distorsionó aún más el comercio. Por ejemplo, Estados Unidos quería todo el platino producido en Colombia, todo el cobre de Chile y todo el algodón de Perú. Las partes acordaron precios fijos, a menudo con una prima alta, pero las diversas naciones perdieron su capacidad de negociar y comerciar en el mercado abierto. Chile fue un importante exportador de nitrato a Estados Unidos durante la guerra.
La escasez de bienes de consumo y otros productos también fue un problema durante los años de guerra. La demanda de la industria bélica estadounidense y la escasez de transporte marítimo provocaron la escasez de muchos bienes en Latinoamérica, por lo que los precios de los productos disponibles aumentaron. La gasolina y otros productos derivados del petróleo eran costosos y difíciles de conseguir. La escasez de alimentos era un problema en las ciudades. Finalmente, todos estos factores provocaron inflación.
La mayor parte de Latinoamérica aprovechó la guerra al aliarse con Estados Unidos y recibir ayuda. Perú, sin embargo, fue la excepción. En Perú, el gobierno impuso controles de precios a diversos productos. Por lo tanto, sus reservas de divisas no aumentaron tanto como las de otros países latinoamericanos y perdió capitales muy necesarios. Panamá también se benefició económicamente, principalmente por el aumento del tráfico marítimo y de mercancías que transitaban por el canal.
México y Venezuela, países ricos en petróleo, se beneficiaron del elevado precio del petróleo. México logró aprovechar las condiciones favorables de un acuerdo con compañías petroleras estadounidenses y europeas por la nacionalización de su industria petrolera en 1938. El presidente mexicano Manuel Ávila Camacho aprovechó la situación para mejorar la posición negociadora de México con Estados Unidos en general.

### Préstamo y Arriendo
En el marco del programa de Préstamo y Arriendo, América Latina recibió aproximadamente 400 millones de dólares en materiales bélicos a cambio de bases militares y de asistencia para la defensa del hemisferio occidental. De todas las naciones latinoamericanas, Brasil fue el que más se benefició de la ayuda del Préstamo y Arriendo, principalmente por su posición geográfica en el extremo noreste de Sudamérica, lo que le permitió patrullar entre Sudamérica y África Occidental, además de proporcionar un punto de transbordo para el transporte de material bélico estadounidense a los aliados que luchaban en el norte de África, pero también porque se lo consideraba una posible ruta de invasión alemana que debía defenderse. Se firmaron nuevos y favorables tratados comerciales con Estados Unidos, que proporcionaron préstamos y ayuda militar. De mayor importancia fue la disminución de la competencia para la industria manufacturera brasileña. Brasil recibió tres cuartas partes de la asistencia del Programa de Préstamo y Arriendo distribuida en Latinoamérica. Ecuador recibió una parte, principalmente para la construcción de una base aérea en las Galápagos. Colombia y República Dominicana recibieron fondos del Préstamo y Arriendo para modernizar sus ejércitos y así poder ayudar en la defensa del Canal de Panamá y las rutas marítimas del Caribe.
En contraste, Argentina y Chile recibieron muy poca ayuda militar, ya que durante la mayor parte de la guerra ninguno de los dos aceptó las condiciones estadounidenses que acompañaban a la ayuda, que implicaban que rompieran relaciones con las potencias del Eje. Perú recibió algo de ayuda, pero para 1943 la costa oeste de Sudamérica había perdido toda importancia estratégica, al estar tan lejos de los principales escenarios de la guerra, que ya no justificaba el envío de armamento peruano bajo el programa de Préstamo y Arriendo. Los estados centroamericanos siguieron el ejemplo y rechazaron las condiciones de la ayuda. Para 1943, la Carretera Panamericana, construida por Estados Unidos en parte con fines defensivos, dejó de ser una prioridad, por lo que se detuvieron las obras en la carretera y la ayuda militar.
Según Leonard, el Préstamo y Arriendo cambió el equilibrio de poder en Latinoamérica y reavivó antiguas rivalidades. El gobierno chileno, por ejemplo, estaba muy preocupado por su falta de asistencia militar, no por temor a un ataque de las fuerzas del Eje, sino porque temía que Bolivia y Perú intentaran usar sus armas recién adquiridas para recuperar el territorio perdido ante Chile 6 décadas antes durante la guerra del Pacífico. Ecuador también se mostraba receloso porque, al final de la guerra ecuatoriano-peruana en 1941, había perdido contra Perú. Finalmente, Argentina se vio amenazada por su antiguo rival, Brasil, debido al acceso de este último a las armas estadounidenses más modernas. Leonard afirma que el presidente argentino Juan Domingo Perón llegó al poder en parte afirmando que "repararía este cambio de estatus militar".

### Actividad del Eje

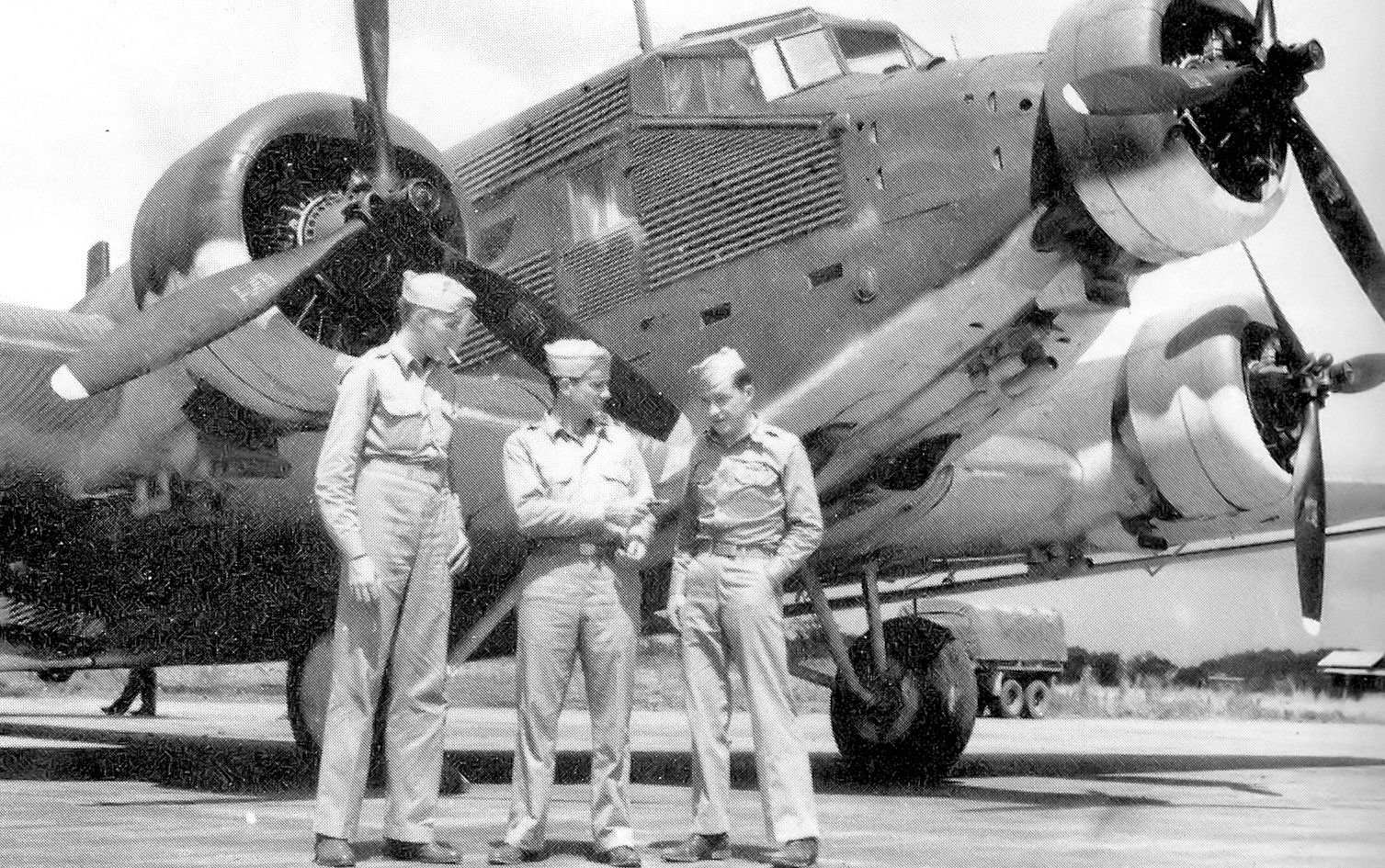
Un Junkers Ju 52 alemán, que fue confiscado por Perú y transferido a las Fuerzas Aéreas del Ejército de Estados Unidos como botín de guerra, en Howard Field, Panamá, a fines de 1942

Al comienzo de la Segunda Guerra Mundial, el fascismo era visto como una alternativa positiva por algunos líderes y grupos latinoamericanos que estaban impresionados por líderes del Eje como Adolf Hitler, Benito Mussolini, Hirohito y Francisco Franco (aunque España permaneció neutral durante toda la guerra). El presidente dominicano Rafael Leónidas Trujillo, por ejemplo, admiraba a Hitler por su estilo y sus mítines militaristas. Según Leonard, en Brasil, Argentina y Chile, el fuerte sentido de unidad y propósito creado por el fascismo era bastante atractivo. Las tres naciones tenían un influyente partido político fascista. Los integralistas de Brasil vestían botas y camisas verdes de estilo militar, y eran abiertos admiradores de Mussolini.
En los años de preguerra, los alemanes también disfrutaron de una creciente penetración económica mediante acuerdos comerciales binacionales para asegurar la igualdad de condiciones en la relación económica con diversas naciones latinoamericanas. Brasil, México, Guatemala, Costa Rica y República Dominicana tenían acuerdos comerciales con la Alemania nazi. Con el inicio de la guerra en septiembre de 1939, el comercio entre Latinoamérica y los países del Eje cesó casi por completo debido al bloqueo de la Marina Real Británica, lo que perjudicó las economías latinoamericanas en diversos grados. En la mayoría de los casos, Estados Unidos fue el único país capaz de reemplazar al Eje como socio comercial.
Casi todos los estados latinoamericanos tuvieron que responder a la actividad de espionaje del Eje. México, y en menor medida Brasil, cooperaron con Estados Unidos para cerrar las células del Eje. Chile y Argentina, por otro lado, permitieron que agentes del Eje operaran en sus países durante la mayor parte de la guerra, lo que fue una fuente de considerable discordia entre las dos naciones y Estados Unidos. Muchos de los estados latinoamericanos también tuvieron que lidiar con grandes cantidades de inmigrantes de los países del Eje. Colombia, por ejemplo, tenía una población de unos 4.000 inmigrantes alemanes en 1941, así como una pequeña aldea de agricultores japoneses en el departamento del Cauca, al suroeste del país. Muchos de los alemanes en Colombia estaban involucrados en la industria del transporte aéreo como empleados de SCADTA, por lo que Estados Unidos temía que pudieran estar involucrados en espionaje o incluso conspirar para convertir aeronaves civiles en bombarderos para un ataque contra el Canal de Panamá. Como resultado, el gobierno de Estados Unidos presionó a Colombia para que monitoreara e internara a los inmigrantes o, en algunos casos, los deportara a Estados Unidos. Lo mismo ocurrió también en otros países latinoamericanos.
La amenaza del espionaje alemán y español era mucho más real. Durante gran parte de la guerra, Alemania operó redes de espionaje en todos los países más importantes de la región, incluyendo Argentina, Chile, Paraguay, Brasil, Cuba, México y Venezuela. La Operación Bolívar, como se la denominó, se centró en comunicaciones de radio clandestinas desde su base en Argentina hasta Berlín, Alemania, pero también utilizó buques mercantes españoles para el envío de inteligencia en papel a Europa. Esto último fue posible gracias a la cooperación española con las agencias de inteligencia alemanas durante la guerra. Si bien Argentina y Chile finalmente reprimieron a los agentes del Eje que operaban en sus países a principios de 1944, la Operación Bolívar continuó hasta el final de la guerra europea en mayo de 1945.
Además del espionaje y el sabotaje alemanes en Latinoamérica, Estados Unidos también estaba preocupado por la propaganda nazi. Por ejemplo, la embajada de Alemania en Ciudad de Guatemala sirvió como centro de distribución de la propaganda nazi en Centroamérica. Antes del comienzo de la guerra en 1939, la propaganda se centraba en la superioridad de los productos manufacturados alemanes y afirmaba que Alemania era el centro de la investigación científica, ya que contaba con el "sistema educativo más avanzado del mundo". Entre septiembre de 1939 y finales de 1943, la propaganda se centró en las victorias alemanas y la superioridad de su equipo militar. Desde Guatemala, la propaganda llegó a las embajadas alemanas en otros países, a menudo como paquetes a bordo de la aerolínea salvadoreña TACA.

### Relaciones con la Unión Soviética
La invasión de Hitler en junio de 1941 provocó apoyo y ayuda a la Unión Soviética en muchos países de Latinoamérica, generalmente a través de organizaciones voluntarias o sindicatos. Cuba envió 40.000 cigarros al Ejército Rojo y, en octubre de 1942, se convirtió en el primer país latinoamericano en reconocer diplomáticamente a la URSS. En términos más generales, la guerra condujo a un deshielo diplomático: para 1945, 11 estados latinoamericanos, entre ellos Argentina, Colombia, Chile, Venezuela y las repúblicas centroamericanas, habían normalizado sus relaciones con Moscú.
Al finalizar la Segunda Guerra Mundial en Europa, el presidente mexicano Manuel Ávila Camacho declaró: "Al enterarme del retroceso definitivo del Ejército alemán recuerdo junto con mi país los esfuerzos admirables del heroico pueblo soviético durante los años de la lucha contra las tropas fascistas".

## Impactos regionales

### Brasil

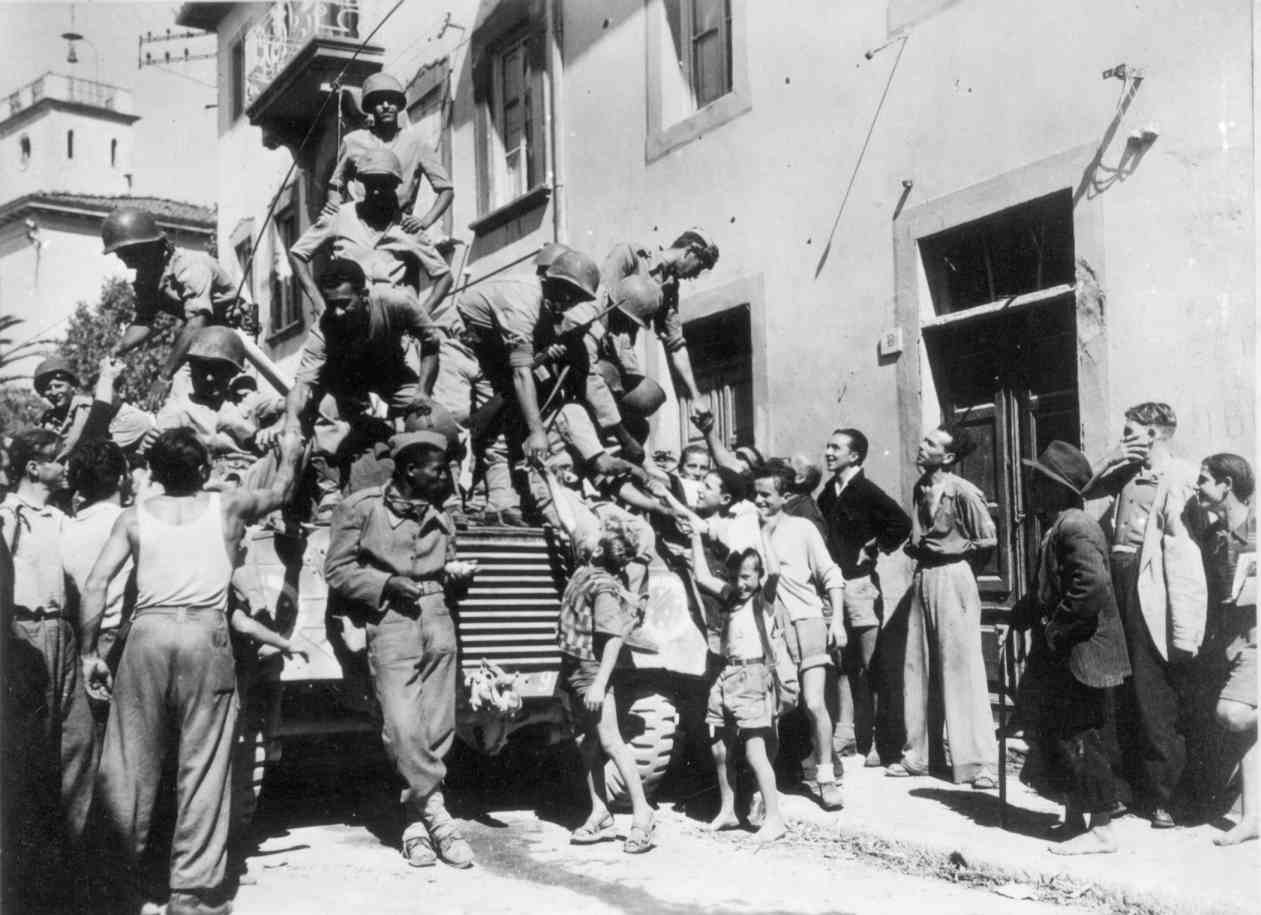
Soldados brasileños saludan a civiles italianos en la ciudad de Massarosa, septiembre de 1944

Después de la Primera Guerra Mundial, en la que Brasil fue aliado de Estados Unidos, Gran Bretaña y Francia, el país se dio cuenta de que necesitaba un ejército más capaz, pero no tenía la tecnología para crearlo. En 1919, la Misión Militar Francesa fue establecida en Brasil. Su principal objetivo era contener las rebeliones internas en Brasil. Intentaron ayudar al ejército elevándolo al estándar militar europeo, pero las constantes misiones civiles no los prepararon para la Segunda Guerra Mundial. El presidente de Brasil, Getúlio Vargas, quería industrializar Brasil y hacerlo más competitivo con otros países. Se acercó a Alemania, Italia, Francia y Estados Unidos como aliados comerciales. Muchos italianos y alemanes habían emigrado a Brasil muchos años antes de la Segunda Guerra Mundial, lo que creó una influencia nazi. Los inmigrantes ocuparon altos cargos en el gobierno y las fuerzas armadas.
Brasil se mantuvo neutral durante el período de entreguerras, pero asistió a las reuniones continentales en Buenos Aires (1936), Lima (1938) y La Habana (1940), que lo obligaron a aceptar la defensa de cualquier parte de América en caso de ataque. Brasil interrumpió el comercio con Alemania cuando este comenzó a atacar buques mercantes en alta mar, lo que resultó en que Alemania declarara un bloqueo contra América en el océano Atlántico. Cuando submarinos alemanes atacaron buques mercantes brasileños desarmados, el presidente Vargas se reunió con Roosevelt para discutir cómo tomar represalias. El 22 de enero de 1942, Brasil rompió oficialmente todas sus relaciones con Alemania, Japón e Italia, y se unió a los Aliados.
La Fuerza Expedicionaria Brasileña fue enviada a Nápoles, Italia, para combatir junto a las potencias aliadas. Brasil fue el único país latinoamericano que envió tropas a Europa. Inicialmente, Brasil solo quería proporcionar recursos y refugio para la guerra, con el fin de tener la oportunidad de alcanzar un alto estatus en la posguerra, pero terminó enviando 25.000 hombres a combatir. Sin embargo, no era un secreto que Vargas admiraba a la Alemania nazi de Hitler y a su Führer . Incluso permitió que la Luftwaffe alemana estableciera fuerzas aéreas secretas alrededor de Brasil. La alianza con Alemania se convirtió en la segunda mejor alianza comercial de Brasil, después de Estados Unidos. 

### México

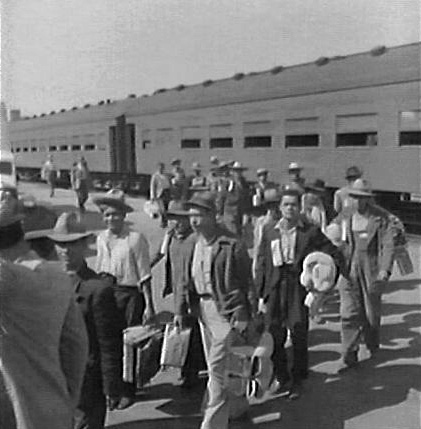
Braceros llegando a Los Ángeles, 1942

En 1941, México mantenía una relación mucho más amistosa con Estados Unidos en comparación con la Primera Guerra Mundial, donde el país tenía una actitud más marcadamente proalemana. México rompió relaciones diplomáticas con Japón un día después del ataque a Pearl Harbor. Tres días después del ataque, hizo lo mismo con Alemania e Italia.
México entró en la Segunda Guerra Mundial en respuesta a los ataques alemanes a buques mexicanos. El Potrero del Llano, originalmente un petrolero italiano, había sido incautado por el gobierno mexicano en abril de 1941 y rebautizado con el nombre de una región de Veracruz. Fue atacado y desmantelado por el submarino alemán U-564 el 13 de mayo de 1942. El ataque causó la muerte de 13 de sus 35 tripulantes. El 21 de mayo de 1942, un segundo petrolero, el Faja de Oro, también un buque italiano incautado, fue atacado y hundido por el submarino alemán U-160, causando la muerte de 10 de sus 37 tripulantes. En respuesta al torpedeo de ambos buques, México declararía la guerra el 30 de mayo de 1942 a Alemania, Italia y Japón. 
Una gran parte de la contribución de México a la guerra se produjo a través de un acuerdo en enero de 1942 que permitió a los ciudadanos mexicanos que vivían en los Estados Unidos unirse a las fuerzas armadas estadounidenses. Hasta 250.000 mexicanos sirvieron de esta manera. En el último año de la guerra, México envió un escuadrón aéreo para servir bajo la bandera mexicana: el Escuadrón 201, que vio combate en Filipinas en la guerra contra el Japón Imperial. México fue el único país latinoamericano en enviar tropas al teatro de operaciones de Asia y el Pacífico. Además de los que estaban en las fuerzas armadas, decenas de miles de hombres mexicanos fueron contratados como trabajadores agrícolas en los Estados Unidos durante los años de guerra a través del programa Bracero, que continuó y se expandió en las décadas posteriores a la guerra.

### Islas del Caribe

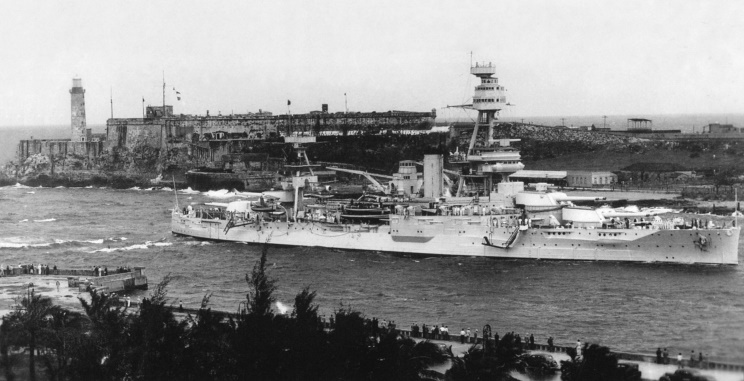
Con el Castillo del Morro al fondo, el USS Texas navega hacia el puerto de La Habana, febrero de 1940

En 1940, el gobierno de Cuba negó infamemente la entrada a 900 refugiados judíos que llegaron a La Habana a bordo del MS St. Louis. Después de que Estados Unidos y Canadá también se negaran a aceptar a los refugiados, estos regresaron a Europa, donde muchos fueron asesinados en el Holocausto. Posteriormente el gobierno cubano cooperó con Estados Unidos a medida que este se acercaba a la guerra contra el Eje. Cuba declaró la guerra a Japón el 8 de diciembre de 1941 y a Alemania e Italia el 11 de diciembre.
Cuba fue un participante importante en la Batalla del Caribe y su armada se ganó una reputación de habilidad y eficiencia. La armada escoltó a cientos de buques aliados a través de aguas hostiles, voló miles de horas en convoyes y patrullas, y rescató a más de 200 víctimas de ataques de submarinos alemanes. Seis buques mercantes cubanos fueron hundidos por submarinos, cobrándose la vida de unos 80 marineros. El 15 de mayo de 1943, una escuadra de cazasubmarinos cubanos hundió el submarino alemán U-176. Cuba recibió millones de dólares en ayuda militar estadounidense a través del programa de Préstamo y Arriendo, que incluyó bases aéreas, aeronaves, armas y entrenamiento. La estación naval estadounidense en la bahía de Guantánamo también sirvió como base para convoyes que pasaban entre Estados Unidos continental y el Canal de Panamá u otros puntos del Caribe.
República Dominicana declaró la guerra a Alemania y Japón tras el ataque a Pearl Harbor y la declaración de guerra nazi a Estados Unidos. No contribuyó directamente con tropas, aviones ni barcos, sin embargo, 112 dominicanos se unieron al ejército estadounidense y lucharon en la guerra. Durante la guerra abundaron los rumores de que dominicanos pronazis suministraban comida, agua y combustible a los submarinos alemanes.

## Huida nazi de la postguerra

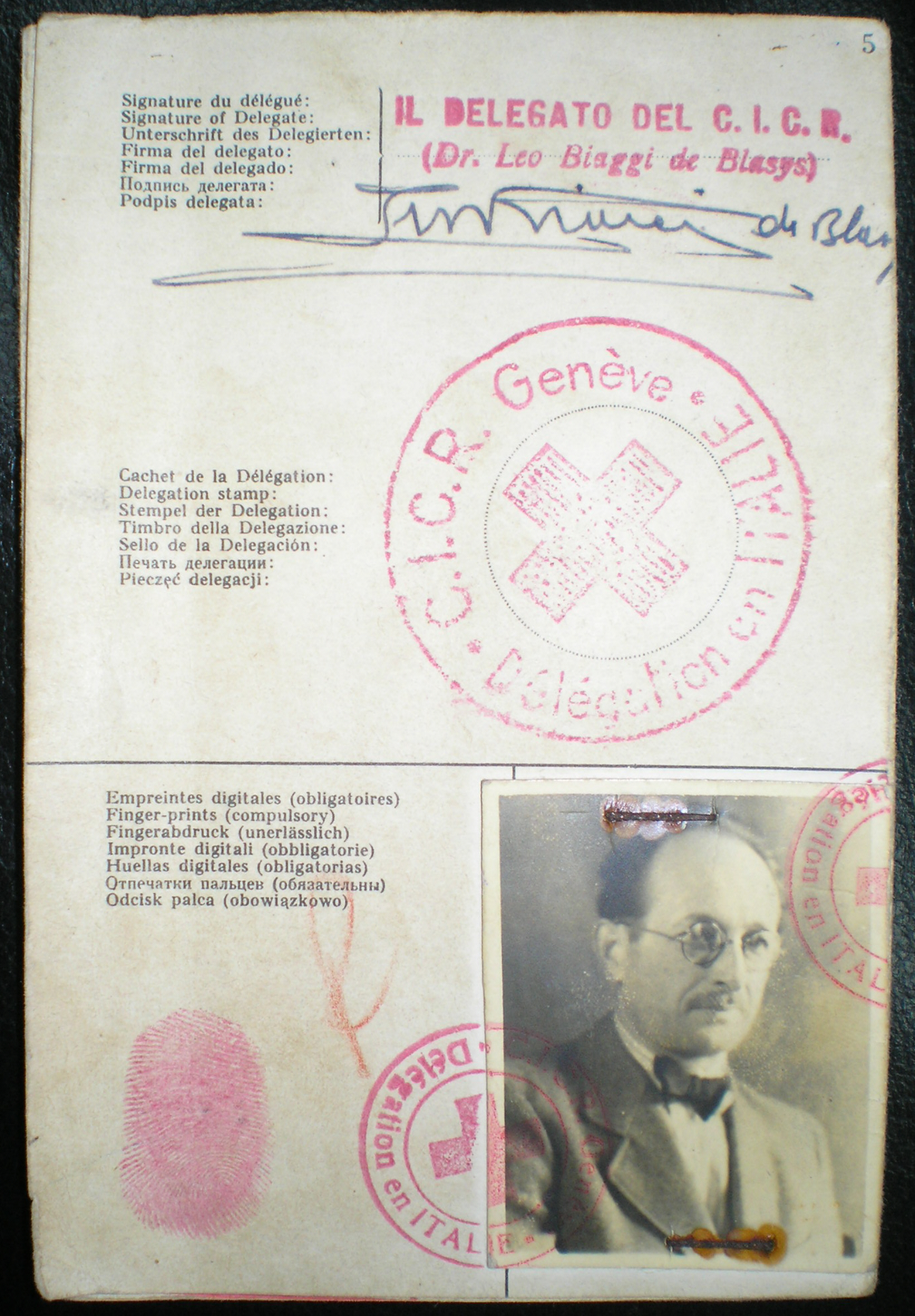
Pasaporte falso del nazi Adolf Eichmann a nombre de Ricardo Klement, emitido por la Cruz Roja en Suiza por un funcionario italiano. Eichmann entró en Argentina con este nombre.

Inmediatamente después de la Segunda Guerra Mundial y la derrota del fascismo, unos 9.000 nazis y otros fascistas escaparon de Europa hacia Sudamérica a través de líneas de tránsito conocidas como Ratlines, incluyendo croatas, ucranianos, rusos y otros europeos que ayudaron a la maquinaria bélica nazi. La mayoría, quizás hasta 5.000, se dirigieron a Argentina; entre 1.500 y 2.000 podrían haber llegado a Brasil; entre 500 y 1.000 a Chile; y el resto a Paraguay y Uruguay.
Las "ratlines" fueron apoyadas por elementos rebeldes en el Vaticano, particularmente un obispo austríaco y cuatro clérigos croatas de la Iglesia Católica que simpatizaban con la Ustacha. Argentina era un destino favorecido, debido a su gran población alemana y el apoyo del gobierno de Juan Domingo Perón.
A partir de 1947, la inteligencia estadounidense utilizó las líneas de comunicación existentes para trasladar a ciertos estrategas y científicos nazis. En algunos casos, Estados Unidos fue cómplice del éxodo de criminales de guerra nazis a Sudamérica. Tras la guerra, el Cuerpo de Contrainteligencia estadounidense reclutó a Klaus Barbie (jefe de la Gestapo en Lyon, Francia, quien participó en la muerte de miles de judíos franceses y miembros de la Resistencia francesa) como agente para apoyar las iniciativas anticomunistas. Fue trasladado clandestinamente a Bolivia, donde continuó su labor de espionaje e instruyó al régimen militar sobre cómo torturar e interrogar a opositores políticos.
Muchos de los nazis que escaparon a Sudamérica nunca fueron llevados ante la justicia. El coronel de las SS Walter Rauff, quien creó cámaras de gas móviles que mataron al menos a 100.000 personas, murió en Chile en 1984. Eduard Roschmann, el "Carnicero de Riga", murió en Paraguay en 1977. Gustav Wagner, un oficial de las SS conocido como la "Bestia", murió en Brasil en 1980 después de que el tribunal federal supremo del país se negara a extraditarlo a Alemania debido a inexactitudes en el papeleo. Los nazis prominentes Adolf Eichmann y Josef Mengele pudieron huir a Argentina desde Europa. Ambos vivieron sin ser detectados durante años, y Mengele murió en Brasil. La inteligencia israelí rastreó a Eichmann, que vivía bajo un nombre falso, y lo secuestró y lo llevó a Israel para ser juzgado y posteriormente ejecutado. Finalmente, la colaboración entre el gobierno y el Centro Simon Wiesenthal condujo al arresto de otros criminales de guerra notorios como Erich Priebke y Walter Kutschmann.